# 鶴木眞
鶴木 眞（つるき まこと、1942年11月2日 - 2015年7月15日）は、日本の国際政治学者。東京大学名誉教授。

## 経歴・人物
東京生まれ。武蔵中学校・高等学校、慶應義塾大学法学部政治学科卒業。同大学院法学研究科博士課程満期退学。1967年慶應義塾大学法学部助手、1970年同専任講師、1973年同助教授、1979年同教授。1992年東京大学社会情報研究所教授、2002年『情報政治学』で法学博士（慶應義塾大学）。
2003年、東京大学を定年退官、名誉教授。同年、十文字学園女子大学・同短期大学学長。2007年、同大学学長を退任。2007年から松山大学教授（2013年まで）。
1979年から1981年まで外務省在イスラエル大使館専門調査員。1998年、日本警察政策学会を創設し、テロ対策部会を創設した。2003-2005年、日本マス・コミュニケーション学会会長を務めた。

## 著書
- 『日系アメリカ人』講談社現代新書 1976
- 『パレスチナとアラブ人』慶応通信 1981
- 『パレスチナ問題入門』ティビーエス・ブリタニカ 1982
- 『情報政治学』三嶺書房 2002

### 共編著
- 『真実のイスラエル』伊藤高史共著 同友館 1993
- 『はじめて学ぶ社会情報論』編 三嶺書房 1995
- 『メディアと情報のマトリックス』田村穣生共編 弘文堂 1995
- 『客観報道 もう一つのジャーナリズム論』編著 成文堂 1999
- 『コミュニケーションの政治学』編 慶應義塾大学出版会 2003

### 翻訳
- レックス『人種問題の社会学』桜内篤子共訳 三嶺書房 1987
- J.ベルティング,R.ユルコーヴィッチ,F.ゲィエル編著『国際比較調査の諸問題 社会科学における国際比較』川合隆男共監訳 慶応通信 1988
- G.タックマン『ニュース社会学』桜内篤子共訳 三嶺書房 1991

## 論文
- Cinii